# Zhuge Dan
Zhuge Dan (chinesisch 諸葛誕; † 258) war ein General der Wei-Dynastie zur Zeit der drei Reiche im alten China.
Er diente der Cao-Familie seit den Tagen Cao Pis und beobachtete den Machtverfall der Cao-Familie und den damit einhergehenden Aufstieg der Sima-Familie mit Argwohn. Zwar half er noch 255, Wuqiu Jians Aufstand gegen die Sima niederzuschlagen, aber 257 lehnte er sich selbst gegen sie auf, als die Usurpation des Regenten Sima Zhao bevorzustehen schien. Er sandte einen seiner Söhne ins Wu-Reich, um Beistand zu erbitten. Der ehemalige Wei-General Wen Qin kam ihm sofort zu Hilfe, aber die Hauptstreitmacht unter dem Wu-Regenten Sun Lin zauderte und zog schließlich unverrichteter Dinge ab. Zhuge Dan konnte noch ein Jahr aushalten, wurde dann aber nach langer Belagerung seiner Stadt gefangen genommen und mit seinen Söhnen hingerichtet.
| Personendaten    | Personendaten                      |
| ---------------- | ---------------------------------- |
| NAME             | Zhuge, Dan                         |
| ALTERNATIVNAMEN  | 諸葛誕 (chinesisch)                |
| KURZBESCHREIBUNG | General der Wei-Dynastie           |
| GEBURTSDATUM     | 2. Jahrhundert oder 3. Jahrhundert |
| STERBEDATUM      | 258                                |